# Conseiller en gestion de patrimoine
 (avril 2018).
Pour les articles homonymes, voir CGP.
Un conseiller en gestion de patrimoine ou CGP, gestionnaire de patrimoine ou gestionnaire de fortune est un professionnel se spécialisant dans le conseil et la gestion de patrimoine privé et qui intervient dans la gestion de patrimoine individuel ou familial, incluant le patrimoine fiduciaire ou d'entreprise. Ce rôle peut être décisionnel ou consultatif, selon l'entente de services professionnels. Il conseille ses clients fortunés sur leur patrimoine financier, immobilier, professionnel, ou encore artistique, en leur préconisant des solutions viables, notamment de placer une partie de leur avoirs dans diverses opérations.
Exemple : Sur les marchés financiers, de capitaux, immobilier ou encore d'épargne (actions, obligations, fonds d'investissement, SCPI, OPCI, ETF, Assurance-vie ou d'autres solutions alternatives.
Un conseiller en gestion de patrimoine peut également accompagner ses clients dans plusieurs domaines comme l'optimisation fiscale, la donation/succession, la préparation à la retraite, ou encore dans la défiscalisation.
Les conseillers en gestion de patrimoine peuvent exercer leur métier au sein d'un établissement bancaire, d'assurance, financier, d'un family office, d'un cabinet d'expertise comptable ou en indépendant au sein d'un cabinet en gestion privée ou de patrimoine.

## France
L'appellation de conseiller en gestion de patrimoine est très encadrée et désigne en France, une activité de conseil incluant au moins une habilitation règlementaire :
- CIF : conseiller en investissements financiers ;
- ORIAS : Organisme centralisateur qui délivre les autorisations pour les statuts CIF, IOBSP, courtier en assurances ;
- IOBSP : les intermédiaires en opérations de banque et en services de paiement ;
- La compétence juridique appropriée suivant les diplômes précis (les conseillers en gestion de patrimoine sont souvent titulaires d'un master 2 d'école de commerce ou de gestion option gestion de patrimoine).
- Être membre d'une association ou d'une chambre professionnelle des conseils en gestion de patrimoine agréée par l'Autorité des Marchés Financiers, aussi appelée AMF, (pour les entreprises de courtage et conseil en banque, finance et assurance) comme l'ANACOFI ou la CNCGP.

L'activité financière et bancaire des distributeurs est clairement définie et réglementée. Cette dernière représente en France près de 4 500 personnes. Le terme CGPI désignait les conseillers en gestion de patrimoine indépendants (des banques ou assureurs), c'est-à-dire les vrais indépendants. Depuis la directive MIF II de janvier 2018, les banques et CGP doivent désormais choisir un statut : indépendant ou non-indépendant, conditionnant la perception ou non des commissions et rétrocessions. Cette implication est forte car elle impact la performance des placements, la transparence des frais, la meilleure adéquation du risque, de la connaissance et de l'expérience des placements.
En revanche, chaque circuit de commercialisation, chaque nature juridique d'entreprise financière, peut receler des conseillers en gestion de patrimoine répondant correctement aux standards généralement reconnus.
Les professionnels indépendants de l'assurance (intermédiaire en opérations d'assurance, IAS), en investissements (les conseillers en investissements financiers, CIF, cités), de même, depuis 2013, que les intermédiaires en opérations de banque et en services de paiement ou IOBSP, abordent, à bien des égards, les aspects patrimoniaux touchant aux clients privés et aux particuliers. À cet égard, il faut bien veiller à ce que le suivi client se fasse de manière continue, professionnelle, désintéressée, et non au profit exclusif des banques, qui ont trop tendance à orienter le conseil vers les produits qu'elles proposent.
Toutes ces professions, aux objets différents, présentent des traits règlementaires communs. En effet, les indépendants bancaires et financiers sont tous chargés de la vente des produits et des services bancaires, en fonction de leurs domaines de spécialisation. Leur émergence s'accompagne d'une réglementation spécifique, telle qu'elle est posée, depuis 2013, pour les courtiers en crédit, par exemple. De fait, ils ont tous l'obligation d'être inscrits sur un registre national (ORIAS). Bien que regroupés sous un même terme, CGP, ils exercent souvent dans les différentes spécialités de l'épargne, du crédit, de la prévoyance ou même des moyens de paiement.
Certains conseillers en gestion de patrimoine officient au sein des banques privées, tandis que les indépendants (cabinets de gestion de patrimoine) bénéficient d'une latitude supplémentaire leur permettant de proposer des solutions patrimoniales d'institutions différentes.
Au sein de son cabinet, le conseiller en gestion de patrimoine propose des conseils patrimoniaux et des placements financiers offrant une grande diversité de fonds de différentes sociétés de gestion. Par exemple, certains contrats d'assurance-vie donnent accès à près de 500 fonds. L'esprit du métier est d'ailleurs davantage d'être indépendant et de choisir les meilleures solutions où qu'elles soient, même si cette notion d'indépendance est devenue réglementée.
À la demande du client, le conseiller en gestion de patrimoine  peut rédiger un bilan patrimonial qui fera le point sur sa situation patrimoniale, fiscale et successorale. Selon les objectifs retenus dans ces domaines, il préconisera différentes solutions permettant de les évaluer, de les atteindre et de les suivre.
Il existe différentes associations ou chambres professionnelles qui s'investissent pour faire évoluer les différents statuts mentionnés (CNCGP (ex-CIP), la CNCIF, ANCGP, les Conseils en gestion de patrimoine certifiés, ANACOFI-CIF).

## Québec (Canada)
Au Québec, le métier de conseil dans ce domaine se nomme planificateur financier et administrateur agréé. Le modèle de pratique professionnelle des administrateurs agréés inclut aussi l'administration patrimoniale.

## Suisse
En Suisse, le métier se nomme gestionnaire de fortune ou gestionnaire de patrimoine. La fluidité des capitaux placés (compte titres essentiellement) permet à des acteurs bancaires de s'installer ayant acquis une solide expérience. La Suisse (et le Luxembourg) regroupe de nombreux acteurs de type family office.

## Norme ISO 22222:2005
Cette norme internationale, créée en 2005, promue en France par Afnor Certification, certifie les structures dans leurs process, la formation, les compétences, la sécurité des informations, la méthode, l'approche globale…